# Сидельников, Олег Васильевич
Оле́г Васи́льевич Сиде́льников (1924, Тюмень — 1998) — русский писатель.
Участник Великой Отечественной войны. После демобилизации окончил юридический и исторический факультеты Ташкентского университета. Член Союза писателей СССР. Жил в Ташкенте.
Произведения О. В. Сидельникова переведены на английский, болгарский, венгерский, грузинский, китайский, корейский, монгольский, немецкий, польский, сербско-хорватский, словацкий, французский, чешский, японский языки.

## Произведения
- Нокаут (1958, Ташкент) Роман.
- Где мои шестнадцать лет? (1962) Роман.
- Открытие мистера Спарроу (Ташкент, 1965)
- Сидельников Олег. Пора летних каникул. — Ташкент: Гафур Гулом, 1981.
- Сидельников Олег. Записки Инкогнитова. — Ташкент: Изд-во лит.и искусства, 1983.
- Сидельников О.В. Мгновения долгой жизни : (записки очень старой женщины и другие материалы) [печатный текст] / Сидельников, Олег Васильевич , Автор (Author); Апухтин, В., Художник (Artist). - Ташкент : Издательство литературы и искусства имени Гафура Гуляма, 1987. - 288 с.: ил.; 21 см.- 60 000 экземпляров.-   (в переплёте)
- Сидельников Олег. Ограбление века. — Ташкент: Изд-во лит. и искусства, 1989. Тираж 120000 экз.
- Трое отважных. Повесть.
- "Пора летних каникул", "Гаудеамус" и "ДокторТолик", рассказывающие о становлении поколения военных и послевоенных лет. Ташкент,  Издательство литературы и искусства им. Гафура Гуляма,   1984.